# Abdul Hakim Sani Brown
Abdul Hakim Sani Brown (サニブラウン・アブデル・ハキーム, Saniburaun Abuderu Hakiimu), également surnommé Sunny Brown, est un athlète japonais, né le 6 mars 1999 à Kitakyūshū. De père ghanéen et de mère japonaise, il est spécialiste du sprint.

## Carrière

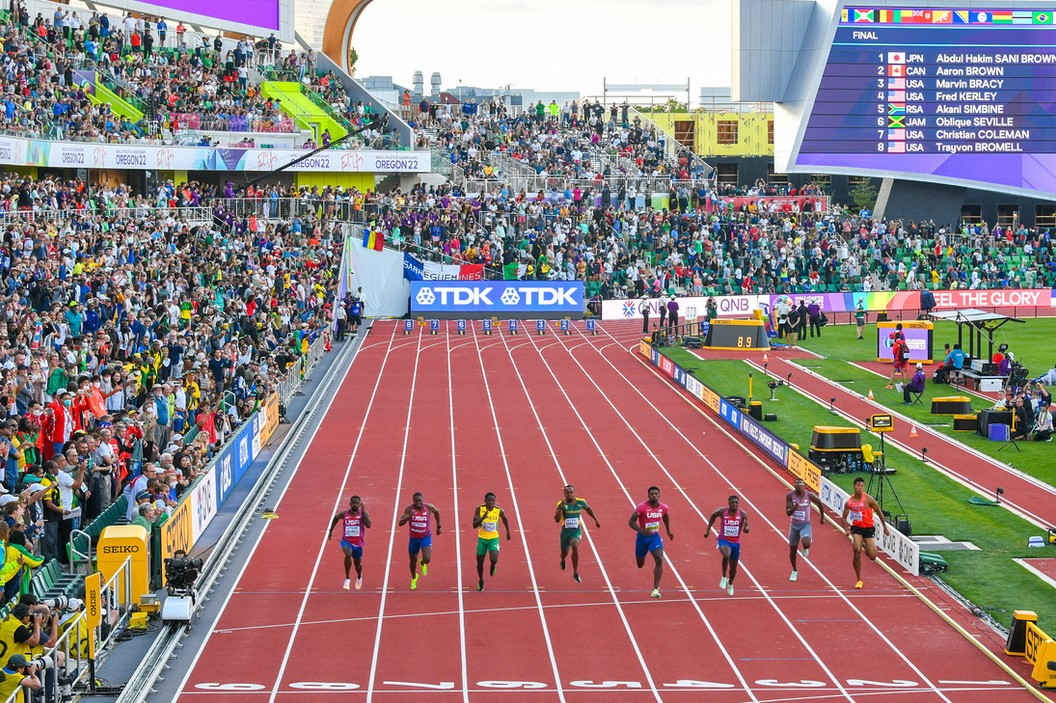
Abdul Hakim Sani Brown (couloir n°1) lors de la finale du 100 m des championnats du monde 2022.

Le 10 mai 2015, il court en tant que cadet le 100 m en 10 s 30 à Tokyo, temps qu'il confirme à Cali le 15 juillet 2015 en battant le record des Championnats du monde jeunesse dès les séries, en l'égalant en demi-finale et en le portant à 10 s 28 en finale. Sur 200 m, son record est de 20 s 56 obtenu à Niigata le 26 juin 2015, qu'il porte à 20 s 34, effaçant le record des championnats d'Usain Bolt, pour remporter sa deuxième médaille d'or à Cali. Sélectionné pour les Championnats du monde à Pékin, il y est le plus jeune athlète à avoir été inscrit sur 200 m.
Le 24 juin 2017, il remporte le titre national devant Shuhei Tada à Osaka en 10 s 05, après avoir couru à deux reprises en 10 s 06, en séries et en demi-finale. Le lendemain, il réalise le doublé en s'imposant sur 200 m, en 20 s 32, autre record personnel. Il est inscrit pour ces deux épreuves aux Championnats du monde de Londres. 
Le 4 août, lors des séries du 100 m des mondiaux de Londres, il égale son record de 10 s 05 et rejoint les demi-finales où il est le plus jeune des qualifiés. Il atteint la finale sur le 200 m grâce à sa seconde place en demi-finale en 20 s 43. Il termine 7e en 20 s 63.
Le 11 mai 2019, il bat son record en étant le 2e Japonais à descendre sous les 10 secondes, avec 9 s 99 à Fayetteville. Le 7 juin 2019, il termine à la 3e place des 100 m et 200 m du championnat NCAA, en battant le record du Japon sur 100 m en 9 s 97, et en battant son record personnel sur 200 m en 20 s 08.
Lors des Championnats du monde en 2019 à Doha, il remporte avec ses coéquipiers la médaille de bronze du relai 4 x 100 m.

## Palmarès
| Date | Compétition                    | Lieu     | Résultat | Épreuve   | Temps   |
| ---- | ------------------------------ | -------- | -------- | --------- | ------- |
| 2015 | Championnats du monde jeunesse | Cali     | 1er      | 100 m     | 10 s 28 |
| 2015 | Championnats du monde jeunesse | Cali     | 1er      | 200 m     | 20 s 34 |
| 2017 | Championnats du monde          | Londres  | 7e       | 200 m     | 20 s 63 |
| 2019 | Championnats du monde          | Doha     | 3e       | 4 × 100 m | 37 s 43 |
| 2022 | Championnats du monde          | Eugene   | 7e       | 100 m     | 10 s 06 |
| 2023 | Championnats du monde          | Budapest | 6e       | 100 m     | 10 s 04 |
| 2023 | Championnats du monde          | Budapest | 5e       | 4 × 400 m | 37 s 83 |
| 2024 | Jeux olympiques                | Paris    | 5e       | 4 × 100 m | 37 s 78 |

## Records
| Épreuve | Temps   | Lieu   | Date        |
| ------- | ------- | ------ | ----------- |
| 100 m   | 9 s 96  | Paris  | 4 août 2024 |
| 200 m   | 20 s 08 | Austin | 7 juin 2019 |